# St. Gallen Symposium
Das St. Gallen Symposium ist eine seit 1970 jährlich im Mai an der Universität St. Gallen in St. Gallen, Schweiz, stattfindende Konferenz für generationenübergreifenden Dialog. Das Symposium wurde 1969 als Antwort auf die 68er-Bewegung gegründet und wird durch das International Students’ Committee (ISC), einem studentischen Verein an der Universität St. Gallen, organisiert. Es ist die weltweit führende Initiative für generationenübergreifende Debatten über wirtschaftliche, politische und gesellschaftliche Entwicklungen. Ziel des Symposiums ist es, Chancen und Herausforderungen unserer Zeit zu adressieren und gemeinsame Lösungsansätze zu entwickeln. Das Symposium fördert einen konstruktiven und lösungsorientierten Dialog zwischen Entscheidungsträgern und der jungen Generation. Das St. Gallen Symposium setzt sich zusammen aus einem studentischen Team (ISC-Verein der Universität St. Gallen) und einer im Jahre 1974 gegründeten Stiftung, der St. Galler Stiftung für Internationale Studien. Der 1974 gegründete Fördererkreis aus über 400 Unternehmen sichert die Finanzierung. Diesem Kreis gehören unter anderem neun Main Partner an, welche das Symposium mit ihren jeweiligen Spezialgebieten unterstützen: ABB, Accenture, BCG, UBS, Omega, HCL, Max Schmidheiny Foundation und Swiss Re.

## Organisation

### International Students’ Committee (ISC)
Seit seiner Etablierung im Jahre 1970 wird das St. Gallen Symposium durch das International Students’ Committee (ISC) organisiert. Das ISC ist eine unabhängige Non-Profit-Organisation, welche als studentischer Verein an der Universität St. Gallen akkreditiert ist. Jedes Jahr wird ein Team von circa 30 Studierenden zusammengestellt, welche zum Zweck der Organisation des St. Gallen Symposiums ihr Studium für ein Jahr unterbrechen. Die Leitung des Organisationskomitees wird von drei Studierenden übernommen, welche jeweils aus dem Vorgängerteam ausgewählt werden. Während des Symposiums wird das ISC zusätzlich von ungefähr 450 freiwilligen Helfern, allesamt Studenten der Universität St. Gallen, unterstützt.
Bekannte ehemalige Mitglieder des ISC sind:
- Martin Blessing (ehemaliger CEO, Commerzbank)
- Walter Kielholz (ehemaliger Verwaltungsratspräsident, Swiss Re)
- Michael Hilti (ehemaliger CEO Hilti AG)
- Dr. Stephan Leithner (CEO, Deutsche Börse AG)
- Dr. Christoph Loos (Chairman of the Board, Hilti AG)
- Dr. Mathias Imbach (Co-Founder & Chief Executive Officer, Sygnum Bank)
- Tim Pietsch (Chief Financial Officer, Wefox)
- Konrad Hummler (Verwaltungsratspräsident, Private Client Bank)
- Claudius Senst (Member of the Executive Board, Axel-Springer SE)
- Clara Streit (Aufsichtsratsvorsitzende Deutsche Börse AG & Vonovia)

### St. Galler Stiftung für Internationale Studien (SSIS)

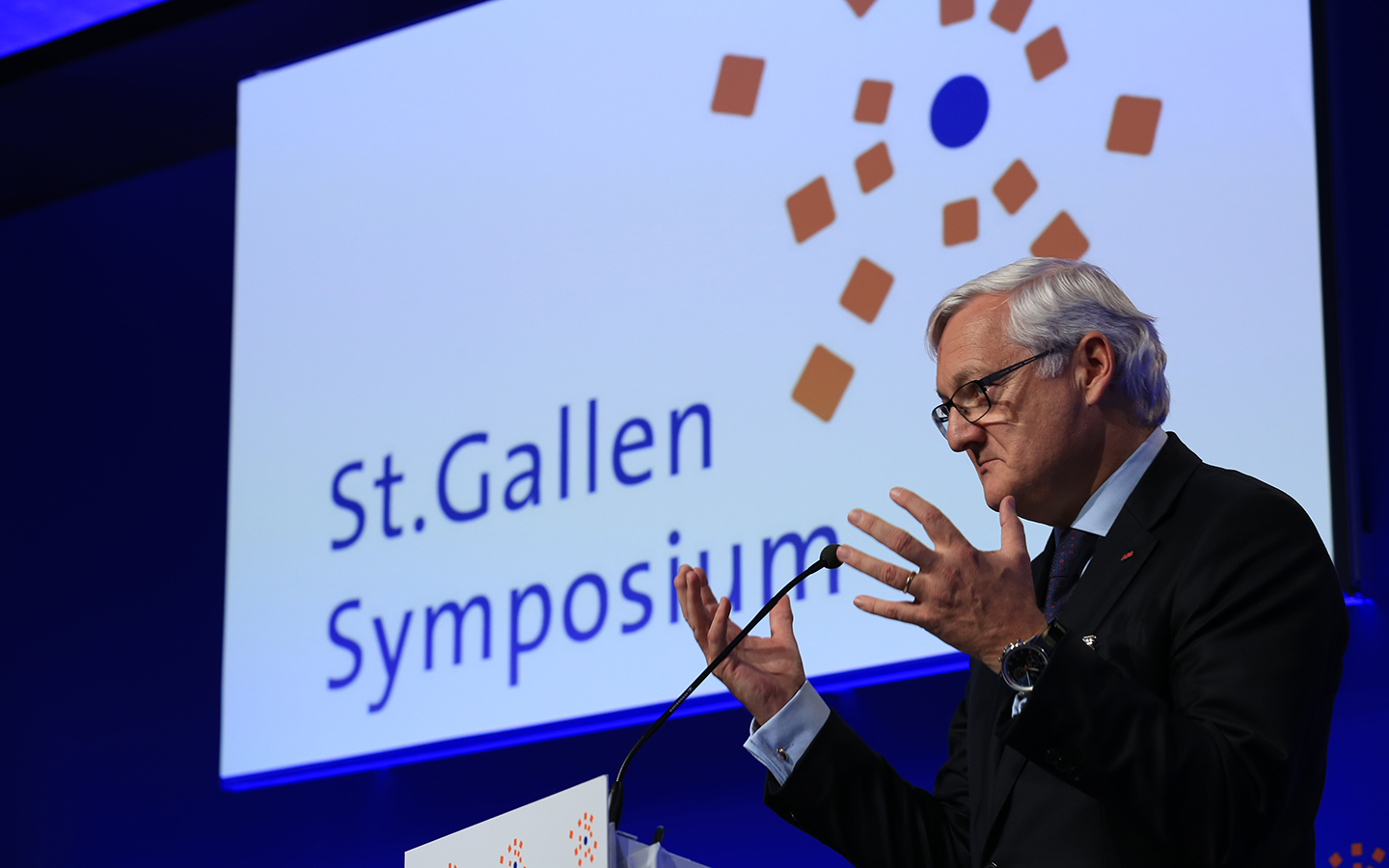
Peter Voser, Präsident des Stiftungsrates der St. Galler Stiftung für Internationale Studien, am 45. St. Gallen Symposium

Die St. Galler Stiftung für Internationale Studien stellt den vorstehenden Körper des International Students’ Committee dar. Sie sichert die Kontinuität des St. Gallen Symposiums, was vor allem aufgrund des jährlich wechselnden ISC-Teams sehr wichtig ist. Die Stiftung besteht aus rund zehn Mitgliedern. Aktueller Geschäftsführer ist Beat Ulrich (seit 2017), seine Vorgänger waren Philip Erzinger (2008–2017), Andreas Kirchschläger (1997–2008), Eugen von Keller (1995–1997), Gerard & Ursula Stoudman und Wolfgang Schürer (1975–1993). Die St. Galler Stiftung für Internationale Studien untersteht einem Stiftungsrat. Vorsitzender dessen ist Peter Voser (Verwaltungsratspräsident ABB). Weitere Mitglieder sind Sabrina Soussan (ehemalige CEO Suez), Manuel Ammann (Rektor Universität St. Gallen), Andreas Berger (CEO Swiss Re), Claudia Suessmuth Dyckerhoff (Verwaltungsratsmitglied Roche & Clariant), Clara Streit (ISC Alumni, Aufsichtsratsvorsitzende Deutsche Börse & Vonovia), Steven Althaus (ISC Alumni, CEO Grenzebach Gruppe), Philipp Navratil (ISC Alumni, CEO Nespresso) und Ulrike Landfester (Professorin Universität St. Gallen). Als ehemaliger Präsident des Stiftungsrates ist Josef Ackermann (ehemaliger CEO Deutsche Bank) Ehrenpräsident.
Conference Chairperson sind Lord Brian Griffiths, Dominik Barton und Roshni Nadar und ab 2026 Christoph Heusgen.

## Geschichte

### Entstehung
Im Februar 1970 gründete Wolfgang Schürer (DE) gemeinsam mit Clemens Ernst Brenninkmeijer (NL), Franz Karl Kriegler (AU), Urs Schneider (CH), und Terje I. Wølner-Hanssen (NO) das International Students' Committee (ISC), das in jährlich wechselnden Teams das St. Gallen Symposium organisiert. Unter dem damaligen Namen Internationales Management Gespräch (1969–2000),  Am 30. Juni und am 1. Juli 1970 fand das erste Internationale Management Gespräch mit 100 Führungskräften und 100 Studierenden an der Universität St. Gallen statt.

### 1971–1994: Internationales Management-Gespräch

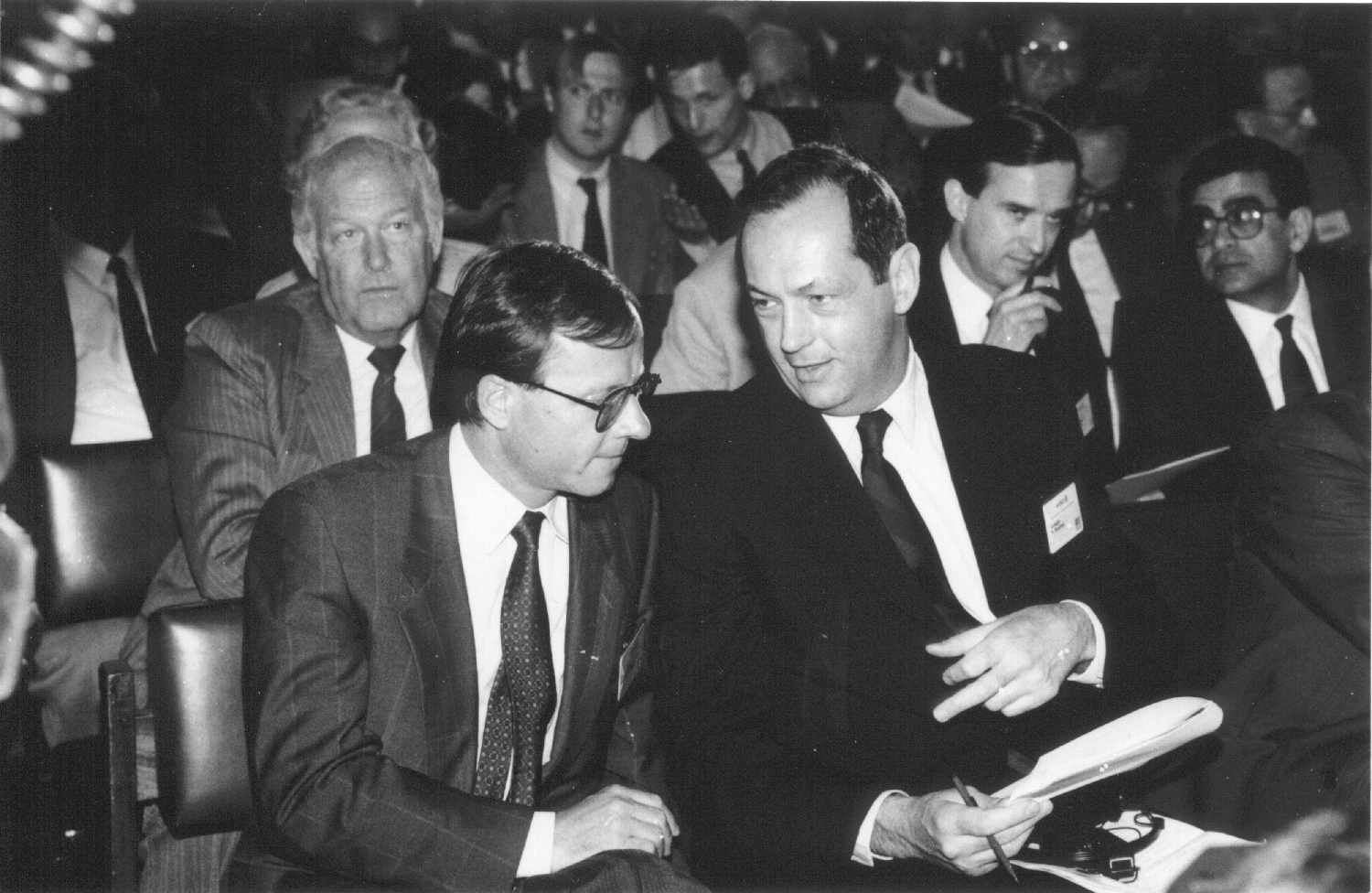
Stephan Schmidheiny und Träger des Max Schmidheiny-Freiheitspreises Bill Bradley am 19. Internationalen Management-Gespräch in der Aula der Universität St. Gallen, 1989

Im zweiten und dritten Internationalen Management Gespräch gewann die Konferenz an Internationalität. Durch die Zusammenarbeit mit dem renommierten Club-of-Rome wurde 1972 die Studie Limits to Growth am Symposium veröffentlicht. Das Symposium etablierte sich damit als erstes grosses Forum im deutschsprachigen Raum. Die weltweite Ölkrise führte 1974 zu einem Ausfall des Internationalen Management Gesprächs. Zur Aufrechterhaltung und finanziellen Absicherung wurde im Jahr 1974 die St. Galler Stiftung für Internationale Studien gegründet. Mit renommierten internationalen Referenten und attraktiven Programmen schaffte es das Internationale Managementgespräch zum Inbegriff der führenden Management-Foren in Europa zu werden. Unvergessen bleibt der Auftritt des deutschen Arbeitgeberpräsidenten Hanns Martin Schleyer und dem DGB-Vorsitzenden Heinz Oskar Vetter im Jahre 1977. Zur Stärkung des studentischen Charakters wurde im Jahr 1989 der St. Gallen Wings of Excellence Award ins Leben gerufen. Der St. Gallen Wings of Excellence Award ist ein Studierendenwettbewerb, mittels welchem 200 Studierende die Chance haben, sich mittels eines Aufsatzes für die Teilnahme am Internationalen Management-Gespräch zu qualifizieren. Den besten Autoren wird neben der Teilnahme am Symposium auch ein Preisgeld sowie eine Gelegenheit zur Vorstellung ihres Beitrags geboten (siehe unten). Mittlerweile wurde der Wettbewerb in die Global Essay Competition umbenannt.

### 1995–2018: ISC-Symposium

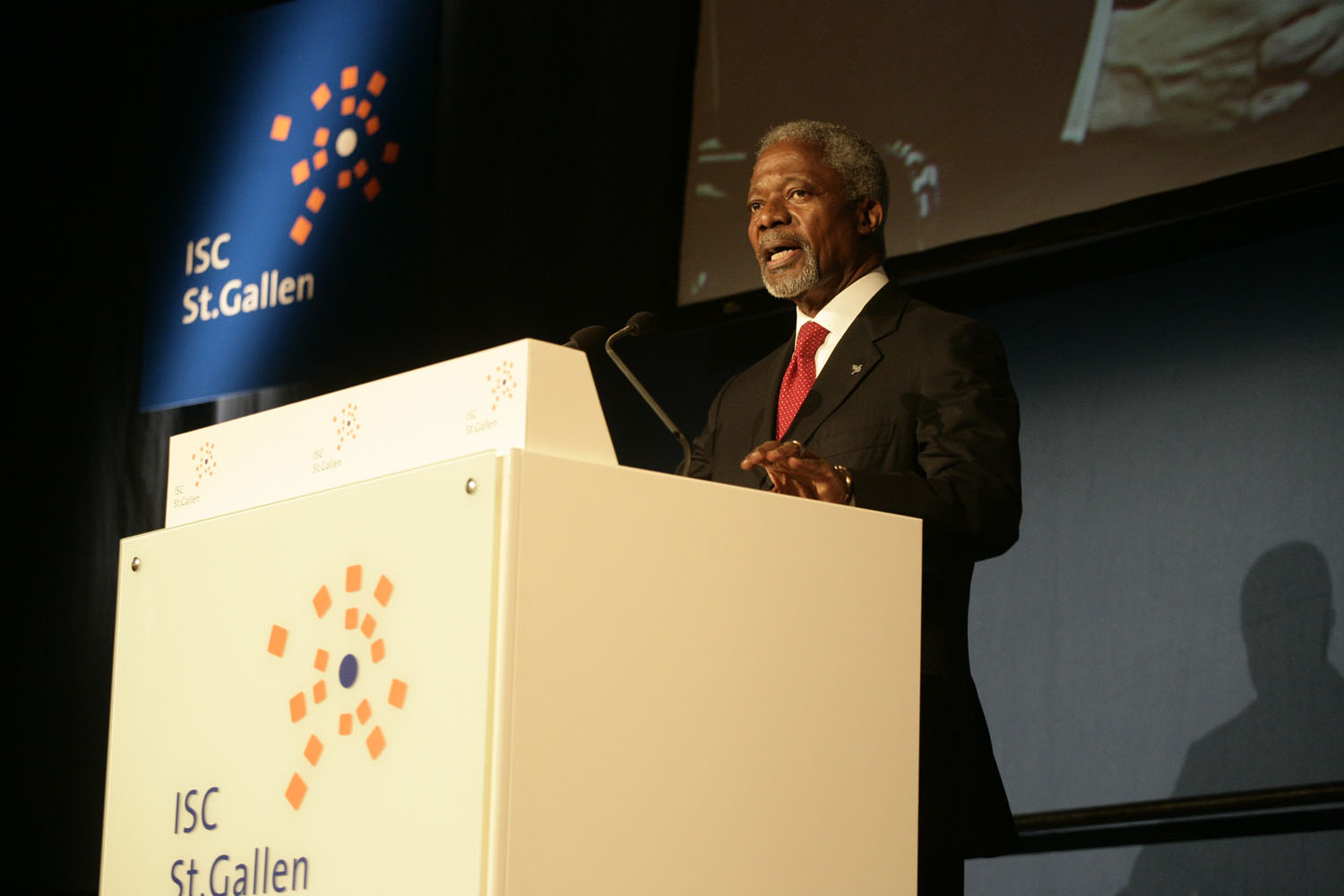
Kofi Annan an der Verleihung des Freiheitspreises der Max Schmidheiny-Stiftung

Im Jahr 1995 wird aus dem Internationalen Management-Gespräch das ISC-Symposium. Die Ausrichtung des ISC-Symposiums wird noch einmal internationaler: 2002 beauftragt der Bundesrat das ISC-Symposium, die internationale Föderalismuskonferenz zu organisieren. An der Konferenz nahmen u. a. 8 Staats- und Regierungschefs, 16 Minister, 3 Bundesräte sowie 20 Regierungsräte teil. 2006 verleiht die Max Schmidheiny-Stiftung dem ehemaligen Generalsekretär der Vereinten Nationen, Kofi Annan, den Freiheitspreis. Weitere angesehene Gewinner dieses Preises sind beispielsweise Nicolas Hayek, das internationale Komitee vom Roten Kreuz, Jorma Ollila, Muhammad Yunus und 2023 Oleksandra Matwijtschuk. Im Jahr 2003 veränderte die Max-Schmidheiny-Stiftung ihren Fokus und entschied sich dazu, den Freiheitspreis in Zukunft nicht mehr zu vergeben. Für das 40. Symposium im Jahr 2010 erfolgte eine umfassende Neukonzeption. Die Dauer der Konferenz wurde um einen halben auf zwei Tage verkürzt. Die Auswahl der studentischen Teilnehmer wurde nebst dem akademisch geprägten Aufsatzwettbewerb, um den sogenannten Knowledge Pool erweitert. Er setzt sich aus 100 Personen zusammen, die – unabhängig ihres akademischen Hintergrunds – herausragende Leistungen erbringen. Als weitere Neuerung wurde der Global Perspectives Barometer ins Leben gerufen. Eine Studie, die jährlich in Zusammenarbeit mit dem GfK-Verein (bis 2013 Credit Suisse) aktuellen und ehemaligen studentischen Teilnehmern zu aktuellen gesellschaftlichen Fragestellungen, analysiert. 2012 setzt das ISC-Symposium einen weiteren internationalen Akzent und eröffnet ein Büro in Singapur.

### Seit 2019: St. Gallen Symposium
Seit September 2019 tritt das ISC-Symposium als St. Gallen Symposium mit einem neuen, modernen Logo auf. Dadurch sollen die Progressivität und der studentische Charakter der Initiative stärker betont werden. Das St. Gallen Symposium entwickelt aus seiner Geschichte heraus seine Vision "Lead with the next generation in mind". Aufgrund des Ausbruchs von COVID-19 wurde das 50. St. Gallen Symposium am 10. März 2020 offiziell auf das Jahr 2021 verschoben. Es war damit erst das zweite St. Gallen Symposium, das nicht zur geplanten Zeit durchgeführt werden konnte. Für das 50. St. Gallen Symposium vom 5.–7. Mai 2021 wurde eine strategische Weiterentwicklung des physischen Dialogs mit digitalen Elementen realisiert und das Symposium in die Welt getragen: Mit 2 Hubs in New York und Singapur und 8 Schweizer Botschaften weltweit war das 50. St. Gallen Symposium digitaler und internationaler denn je. Teilnehmer waren die deutsche Klimaaktivistin Luisa Neubauer, der Ski-Gesamtweltcupsieger Aleksander Aamodt Kilde oder der deutsche Jesuit Klaus Mertes teil, der mithalf, die Missbrauchsskandale in der katholischen Kirche aufzudecken. Mit einem Anteil von 40 Prozent wurden so viele Frauen wie nie zuvor als Speaker eingeladen.
Beim 52. St. Gallen Symposium, welches am 4. und 5. Mai 2023 stattfand und unter dem Jahresthema A New Generational Contract stand, nahmen beispielsweise André Hoffmann, Philosoph Richard David Precht, Bundesvorsitzende der Grünen, Ricarda Lang, Nicolai Tangen, Salman Khan (Pädagoge), Eckart von Hirschhausen, Thomas Jordan (Ökonom) und Guy Parmelin teil. Es wurde vorab und am Event selbst viel mit dem Club of Rome zusammengearbeitet.
2024 fand das St. Gallen Symposium am 2. und 3. Mai zum Thema Confronting Scarcity statt.
Das Thema des 54. St. Gallen Symposiums, welches von 7. bis 8. Mai stattfand, lautete Shifting Global Powers.

## Programm und Veranstaltungsformate

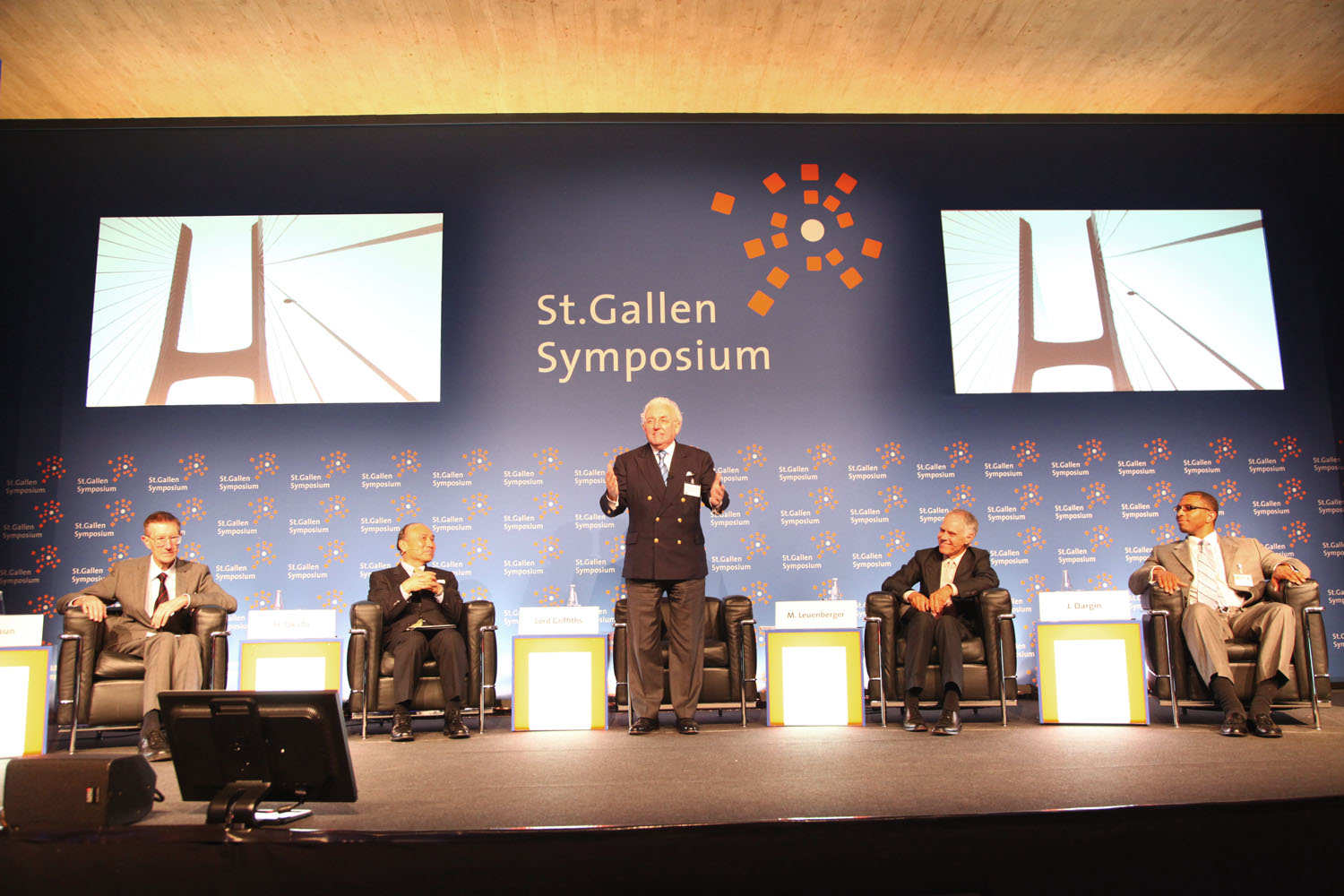
Plenary Session am 41. St. Gallen Symposium mit Lord Griffith of Fforestfach

Das Symposium findet jeweils an zwei Tagen Anfang Mai statt. Dabei umfasst das offizielle Programm verschiedene Arten von Veranstaltungen:
- Plenary Sessions führen die Teilnehmenden in das Schwerpunktthema ein und werfen in einem Panelformat kontroverse Diskussionsfragen auf. Konkret sind die Plenary Sessions unterteilt in das One-on-One, das Keynote Panel, und die Keynote Adress.
- Die ungefähr 30 Insight Sessions finden in kleineren Kreisen von 25 bis 35 Teilnehmenden statt und dienen als Fortführung der Thematik der Plenary Sessions. Charakteristisch ist dabei der persönliche Rahmen, in welchem die Insight Sessions jeweils gehalten werden. Der Fokus wird dabei auf die Diskussion gelegt, welche von einem Topic Leader moderiert wird. Um eine möglichst offene Diskussion zu ermöglichen, gilt die Chatham House Rule.
- Interactive Sessions finden parallel zu den Insight Sessions statt. Hierbei wird der Fokus auf das Thema und weniger auf den Topic Leader und Speaker, wie es bei den Insight Sessions der Fall ist, gelegt. In diesem Umfeld werden Teilnehmer dazu ermutigt, gemeinsam Lösungsansätze für bestimmte Problemstellungen herauszuarbeiten. Die Teilnehmeranzahl ist pro Session auf maximal 20 Teilnehmer begrenzt.
- Social Sessions ermöglichen es den Teilnehmenden, sich in einer lockeren und informelleren Atmosphäre zwischen dem offiziellen Programm auszutauschen.  Beispiele hierfür sind Abendveranstaltungen, Pausen oder Lunches.
- Die Public Insight Sessions führen die Teilnehmenden in komplexe Sachverhalte und Theorien ein. Dabei sind diese Veranstaltungen thematisch nur im weiteren Sinne mit dem eigentlichen Schwerpunktthema verbunden. Public Insight Sessions sind für alle Interessenten, wie auch Studierende der Universität St. Gallen zugänglich.

Plenary Sessions werden live übertragen und im Nachtrag öffentlich auf dem offiziellen St. Gallen Symposium Youtube-Kanal zugänglich gemacht. Des Weiteren werden jährlich mit Unterstützung der Ria & Arthur Dietschweiler Stiftung die zentralen Erkenntnisse des Symposiums im Rahmen des Public Forums präsentiert und diskutiert. Dabei handelt es sich um eine öffentliche Veranstaltung im Raum St. Gallen.

## Global Essay Competition

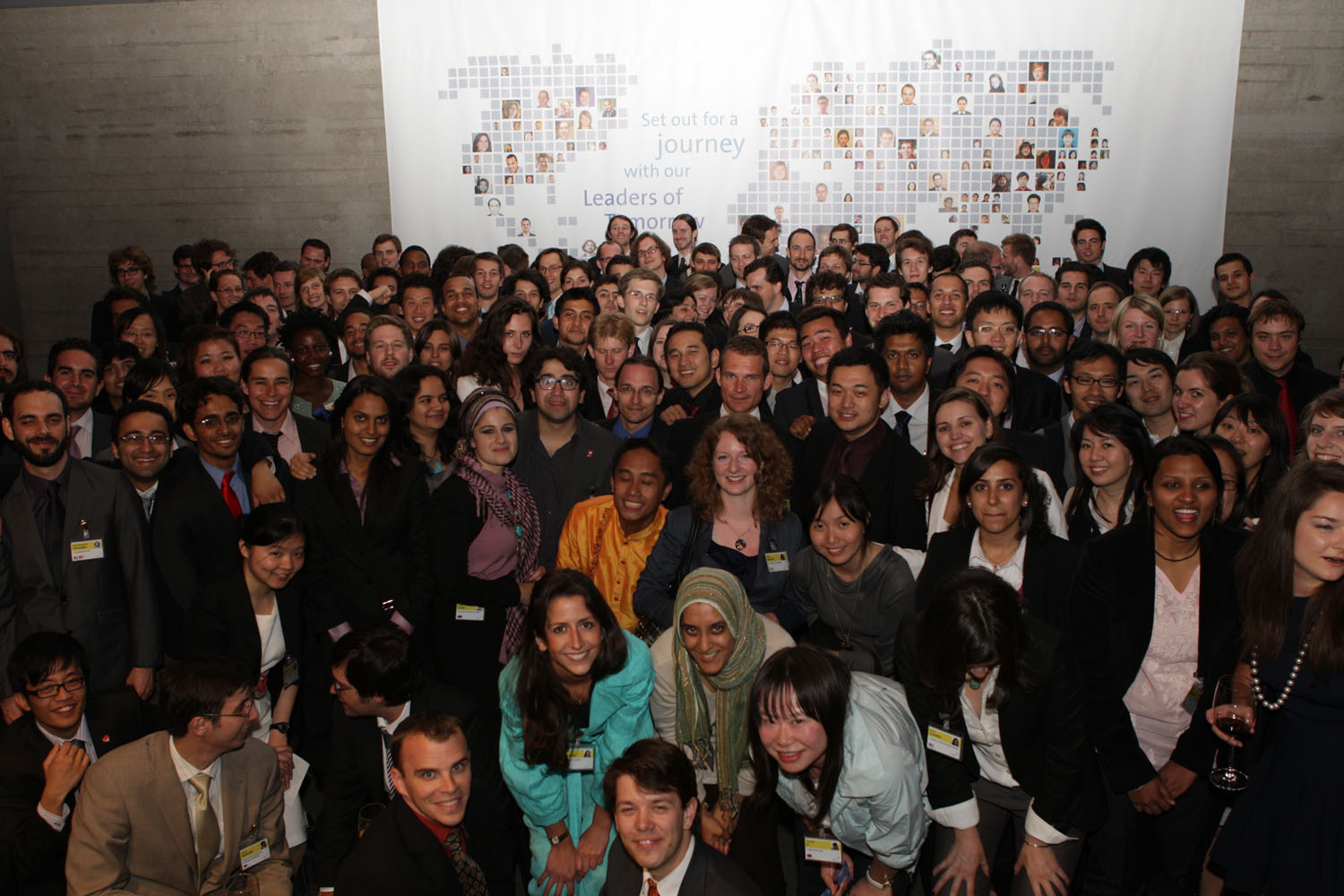
Leaders of Tomorrow am 41. St. Gallen Symposium

Die Global Essay Competition (früher St. Gallen Wings of Excellence Award) ist ein Essaywettbewerb für Doktoranden und Masterstudierende aus der ganzen Welt. Die Autoren der 100 besten Einreichungen werden für eine Woche nach St. Gallen eingeladen, um dort am St. Gallen Symposium teilnehmen zu können. Aufgrund der thematischen Überschneidungen zwischen dem Thema des Essaywettbewerbs und des St. Gallen Symposiums erhalten die drei besten Autoren die Chance, ihren Essay während des Symposiums auf der Bühne zu präsentieren. Nebst der Qualifikation für das St. Gallen Symposium ist der Wettbewerb mit 20'000 CHF Preisgeld dotiert. Mit jährlich mehr als 1000 Einsendungen aus über 60 verschiedenen Ländern, gehört die Global Essay Competition zu den grössten studentischen Essaywettbewerben seiner Art.

## Themenschwerpunkte
Das St. Gallen Symposium hat einen jährlich wechselnden Themenschwerpunkt. Dieser wird gemeinsam mit den ISC-Studenten als auch Experten aus Wirtschaft und Politik erarbeitet. Folgende Liste gibt einen Überblick:
| Nr.                 | Thema                                        | Referenten (Auswahl) |
| 54                  | Shifting Global Powers                       | Karin Keller Sutter, Jakov Mijatovic, Magnus Brunner, Wladimir Klitschko, Leon Schreiber, Sabrina Soussan, Thomas Schinecker, Roland Busch, Thomas Süssli, Christian Sewing, Andreas Berger, Sabine Keller-Busse, Kai Diekmann, Eva Umlauf, Thomas Buberl, Christoph Heusgen, Kai Diekmann, Peter Voser          |
| Vergangene Symposia | Vergangene Symposia                          | Vergangene Symposia |
| ------------------- | -------------------------------------------- | --- |
| 35                  | Liberty, Trust and Responsibility            | Sheila Dikshit, Franz Fehrenbach, Gerd Leipold, Bernd Pischetsrieder, Jaap de Hoop Scheffer, Peter Wuffli |
| 36                  | Inspiring Europe                             | Danuta Hübner, John Kornblum, Jan Kulczyk, Sergio Marchionne, Mark Schneider, Peter Voser, Werner Wenning |
| 37                  | The Power of Natural Resources               | Gary Becker, Nikolaus von Bomhard, Fujio Chō, Mohammad Chatami, Julius Meinl, Naguib Sawiris, Jeroen van der Veer |
| 38                  | Global Capitalism – Local Values             | Heinz Fischer, Christoph Franz, Jeannot Krecké, Christine Lagarde, Michel Pébereau, Dieter Zetsche |
| 39                  | Revival of Political and Economic Boundaries | Paul Achleitner, Robert Aumann, Brady W. Dougan, Mathias Döpfner, John Elkann, Toomas Hendrik Ilves, Tharman Shanmugaratnam, Boris Tadić |
| 40                  | Entrepreneurs – Agents of Change             | Josef Ackermann, Paul Bulcke, Niall Ferguson, Anthony Giddens, Jürgen Hambrecht, Morten Lund, Samih Sawiris |
| 41                  | Just Power                                   | Ribal al-Assad, Bob Dudley, Johan Galtung, Oswald Grübel, Yoshimasa Hayashi, Ayaan Hirsi Ali, Eberhard von Koerber, Jorma Ollila |
| 42                  | Facing Risk                                  | Yukiya Amano, Ulrich Beck, Sepp Blatter, Walter Kielholz, Kumi Naidoo, Giorgos Andrea Papandreou, Severin Schwan, Jean-Claude Trichet |
| 43                  | Rewarding Courage                            | Ali Babacan, Sergio P. Ermotti, Laurence D. Fink, Douglas Flint, Christine Lagarde, Mohamoud Ahmed Nur, Marcus Wallenberg |
| 44                  | The Clash of Generations                     | Didier Burkhalter, Aubrey de Grey, Niall Ferguson, Ivan Glasenberg, Lazar Krstić, Raghuram Rajan, Tony Tan Keng Yam, Robert Zoellick |
| 45                  | Proudly Small                                | Daron Acemoğlu, Thomas Jordan, Ulrich Grillo, Sigmundur Davíð Gunnlaugsson, Paul Kagame, Paul Polman, Anders Fogh Rasmussen |
| 46                  | Growth – the good, the bad, and the ugly     | Xavier Bettel, Peter Brabeck-Letmathe, Baron David de Rothschild, Christoph Franz, Dambisa Moyo, Tidjane Thiam, Chan Chun Sing, Marcela Escobari, Nils Smedegaard Andersen |
| 47                  | The dilemma of disruption                    | Charles O’Holliday, Anders Samuelsen, Martin Blessing, Santiago Calatrava, J. Erik Fyrwald, Kersti Kaljulald, Neil Harbisson, Sir John Scarlett |
| 48                  | Beyond the end of work                       | Dominic Barton, Denis McDonough, Marcus Wallenberg, Alain Dehaze, Sigmar Gabriel, Bogolo Kenewendo, Jeremy Rifkin, Steve Forbes, The Right Honourable Adrienne Clarkson |
| 49                  | Capital for Purpose                          | Niall Ferguson, Linda Hill, Dominic Barton, Fabien Curto Millet, Dirk Hoke, Thomas Jordan, Simona Scarpaleggia, Mariana Mazzucato, Peter Wuffli, Lindsey Aldaco-Manner, Bobby Jones, Simon Evenett |
| 50                  | Trust Matters                                | Antoinette Weibel, Christoph Franz, Christoph Heusgen, John L. Hennessy. Karin Keller-Sutter, Klaus Mertes, Klaus Wellershoff, Lilly Blaudszun, Mamphela Ramphele, Marianne Janik, Mark Schneider, Ola Källenius, Peter Maurer, Peter Voser, Richard David Precht, Satya Nadella, Simone Menne, Thomas Gottstein |
| 51                  | Collaborative Advantage                      | Justin Trudeau, Karoline Edtstadler, Ben van Beurden, Ignazio Cassis, Maria Ressa, Friedrich Merz, Claudia Plakolm |
| 52                  | A New Generational Contract                  | Nicolai Tangen, Oleksandra Matchivuuk, Guy Parmelin, Ricarda Lang, Desmond Lee, Ayo Tometi, Sal Khan, Mamphela Ramphele, Thomas Jordan, Eckart von Hirschhausen, Esther Wojcicki, Leonhard Birnbaum, René Obermann, Peter Voser, Peter Wuffli, Johannes Teyssen, Vanessa Nakate                                  |
| 53                  | Confronting Scarcity                         | Karin Keller Sutter, Jakov Mijatovic, Egils Levits, Carsten Spor, Vanessa Nakate, Christian Kohlpaintner, Julija Nawalnaja, Wladimir Klitschko |